# 강혜원 (기업인)
강혜원(1981년 9월 1일~)은 대한민국의 기업인이다. 현재 엘리카메라, (주)엘리필름, 엘리브러리의 대표이사를 맡고 있다. 1세대 전자 상거래 창업자로, 2000년 체리네구제샵이라는 온라인쇼핑몰을 2012년 매각할때까지 12년간 운영하면서, 인터넷 쇼핑몰 성공사례, 성공한 청년 CEO 등의 타이틀로 주목받았다. 2014년 엘리카메라 인터넷 쇼핑몰을 창업하여, 빈티지 필름카메라를 온라인으로 판매하기 시작했다. 2016년 문화, 예술 관련 체험프로그램을 기획하여, 한국관광공사의 관광벤처기업으로 선정되었다. 특색있는 공간들로 인해, 다양한 매체에서 촬영이 이루어지고 언론에 노출되고 있다. 

## 학력
- 2013년 워릭대학교 대학원 졸업